# Francisco Javier Arias Dávila y Matheu
Francisco Javier Arias Dávila Matheu y Carondelet, XIII conde de Puñonrostro y IX marqués de Maenza (Cádiz, 3 de junio de 1812-Madrid, 2 de febrero de 1890) fue un militar y político español.  

## Biografía
Era hijo de Juan José Arias Dávila Matheu y Mallea, XII conde de Puñonrostro (grande de España) y VIII marqués de Maenza, quien residía como diputado en Cádiz durante la Guerra de la Independencia, y de Felipa de Carondelet y Castaños, hija del barón de Carondelet y sobrina del general Castaños, duque de Bailén.
Ingresó en el ejército a los veinte años, alcanzando el empleo de teniente general de Artillería, y sucedió a su padre en los títulos a los treinta y ocho años de edad. En 1846, contrajo matrimonio con Águeda Bernaldo de Quirós y Colón de Larreátegui, hija de los marqueses de Santiago. Fue alcalde de Madrid (1864), director general de Artillería y vocal de la Junta Consultiva de Guerra y ejerció varios cargos en la Corte, entre ellos el de jefe Superior de Palacio desde 1866 y hasta 1868, año de la Gloriosa y del derrocamiento de Isabel II. Lo fue también en el exilio de la reina tras la jubilación del conde de Ezpeleta. Tras la restauración borbónica en España, presidió el Senado entre 1884 y 1885. Fue caballero del Toisón de Oro y de la Orden de Calatrava.